# Czesław Kamela
Czesław Kamela (ur. 24 lipca 1910 w Dzierzkowicach, zm. 13 stycznia 1992 w Warszawie) – polski geodeta, profesor Politechniki Warszawskiej i Wojskowej Akademii Technicznej. Zajmował się badaniami na polu geodezji i grawimetrii geodezyjnej.

## Życiorys

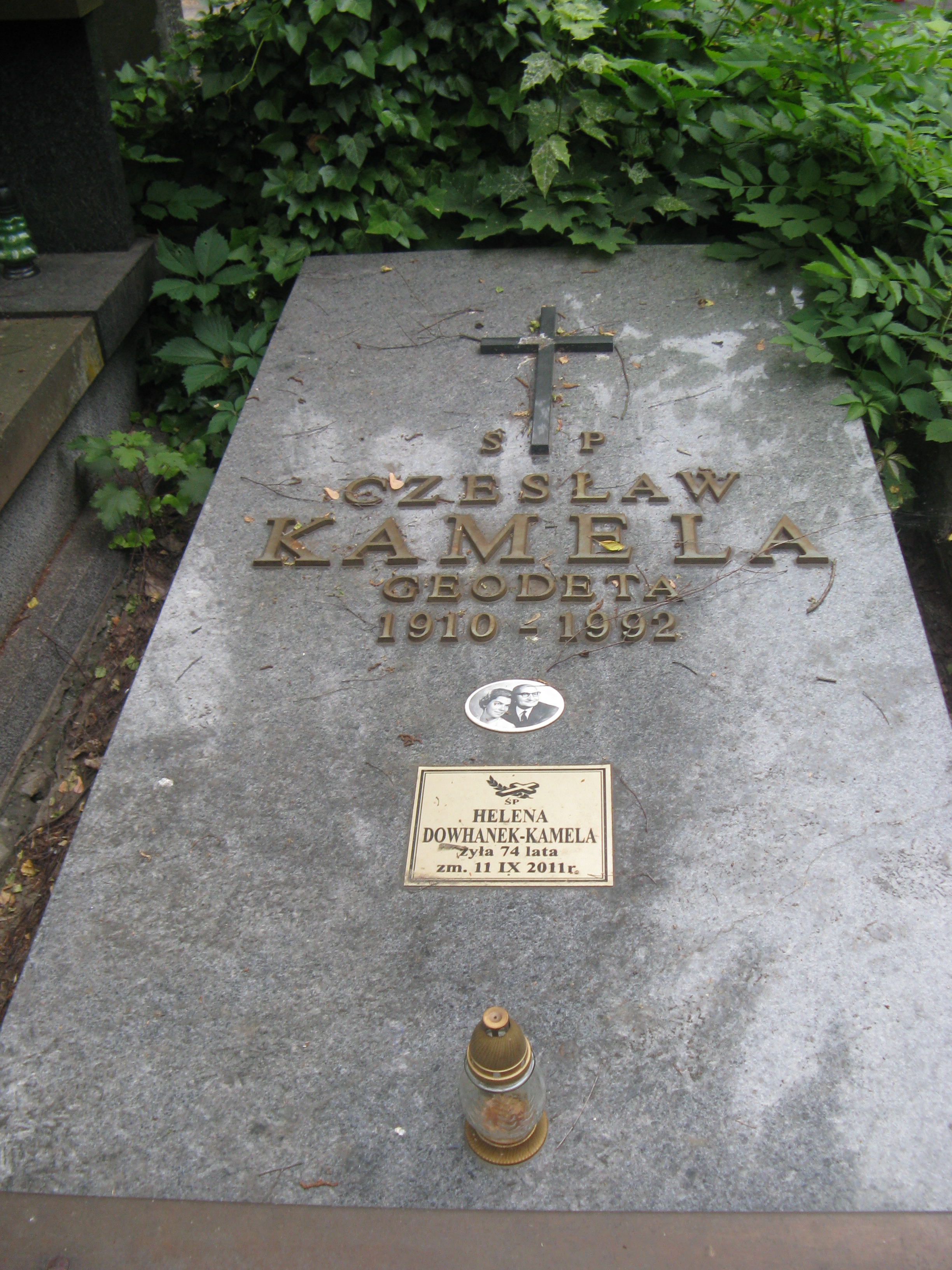
Grób Czesława Kamela na cmentarzu Powązkowskim

Syn Józefa (działacza ludowego) i Marianny z d. Osmoła. Ukończył w 1928 gimnazjum w Kraśniku i rozpoczął studia na Oddziale Mierniczym Wydziału Inżynierii Lądowej i Wodnej Politechniki Lwowskiej, które ukończył w 1932 uzyskując stopień inżyniera mierniczego (21 grudnia 1932). W latach 1933–1936 pracował w biurze mierniczego przysięgłego inż. Mieczysława Franty. W 1935 uzyskał tytuł mierniczego przysięgłego z siedzibą w Nowym Sączu. W 1936 podjął pracę w Oddziale Nowych Pomiarów Ministerstwa Skarbu przy prostowaniu ksiąg gruntowych miasta Zakopane oraz przy triangulacji Spisza. W latach 1936–1938 był mierniczym w Brześciu a w latach 1938–1939 pracował w Oddziale Nowych Pomiarów we Lwowie wykonując triangulację części województwa tarnopolskiego.
1 września 1939 wstąpił do Wojska Polskiego i brał udział w obronie przeciwlotniczej Drohobycza. Następnie przez Węgry przedostał się do Francji. Służył jako kapral podchorąży w II Dywizji Strzelców Pieszych. Internowany 20 czerwca 1940 w Szwajcarii został powołany na wykładowcę miernictwa na Wydziale Inżynierii Lądowej i Wodnej w Winterthur. Jednocześnie studiował geodezję wyższą, astronomię, geofizykę i fotogrametrię na Federalnej Politechnice w Zurychu (ETHZ). Pod kierunkiem prof. Baeschlina przygotował rozprawę doktorską w języku niemieckim "Porównanie dokładności wyznaczeń szerokości, długości i azymutu z pomiarów astronomicznych z tymi wartościami otrzymanymi z triangulacji", którą obronił 7 grudnia 1945 na ETHZ w Zurychu, uzyskując stopień doktora nauk technicznych.
W latach 1945–1947 przygotował pracę habilitacyjną z zakresu badania figury Ziemi. Pracę "Wyznaczanie geoidy z pomiarów astronomicznych" przedstawił 14 czerwca 1949 w Polsce, na Wydziale Geodezji Politechniki Warszawskiej. Do kraju powrócił w lipcu 1947 i rozpoczął pracę w Katedrze Geodezji Wyższej Politechniki Warszawskiej oraz w Geodezyjnym Instytucie Naukowo-Badawczym (do 1951). 18 października nostryfikował dyplom doktora nauk technicznych, a po uzyskaniu stopnia doktora habilitowanego, od 1 czerwca 1950, został w Katedrze docentem etatowym geodezji wyższej. W latach 1952–1954 był prodziekanem Wydziału Geodezji, 1955–1956 był rektorem do spraw dydaktyki na prawach prorektora. Sekretarz Senatu uczelni w latach 1953–1959. 1 października 1955 otrzymał tytuł profesora nadzwyczajnego, a 1 kwietnia 1966 profesora zwyczajnego. W latach 1953–1970 prowadził kierownictwo Katedry Geodezji Wyższej Politechniki Warszawskiej. Wykładowca na Wydziale Geodezji od 1 września 1947 do 30 września 1980. Ponadto był wykładowcą geodezji wyższej w Wojskowej Akademii Technicznej w Warszawie, na Wydziale Geodezji Górniczej AGH w Krakowie i na Wydziale Geodezji i Urządzeń Rolnych Akademii Rolniczo-Technicznej w Olsztynie, na której otrzymał tytuł doktora honoris causa (31 maja 1975). Od października 1980 do czerwca 1990 pracował w Instytucie Geodezji i Meteorologii WAT.

## Dorobek
Pracując na Politechnice Warszawskiej wykonał m.in. pomiar sieci grawimetrycznej Polski, dowiązał polską stację badawczą na Antarktydzie z punktem Warszawa-Politechnika w ramach Międzynarodowego Roku Geofizycznego 1957/1958. Zajmował się pracami z zakresu metod obserwacji i wyrównania podstawowych osnów geodezyjnych. W latach 1948–1949 współuczestniczył w ustaleniu liczby baz i punktów Laplace’a, przewodniczył zespołom powoływanym do opracowania modernizacji sieci astronomiczno-geodezyjnej oraz sieci niwelacji precyzyjnej. Opracowywał instrukcje techniczne w geodezji (1947–1980). Był promotorem 18 prac doktorskich i opiekunem 12 prac habilitacyjnych, opiniował również wnioski o nadanie tytułów naukowych profesora. Współautor wystawy "Lwowska szkoła geodezyjna" (listopad 1991) przygotowanej m.in. przez Zespół Historii Geodezji PAN.
Był m.in. autorem podręczników z geodezji i miernictwa. Opublikował:
- "Miernictwo" (Genewa, 1943)
- "Podręcznik miernictwa" cz. I (1950), cz. II (1951)
- "Geodezja" cz. I–II (1951), cz. III–IV (1952)
- "Geodezja dla techników" (1953)
- "Geodezja dynamiczna" t. I (1953), t. II (1955)
- "Niwelacja precyzyjna" (współautor, 1969)
- "Rapport sur les travaux geodesiques executes en Pologne de 1963 a 1967". Geodezja i Kartografia z. 1 t. XVIII (PWN, 1969)

## Funkcje
Przez 30 lat był członkiem Komitetu Geodezji Polskiej Akademii Nauk – PAN, przewodniczącym Narodowego Komitetu do spraw Międzynarodowej Unii Geodezji i Geofizyki. Pełnił funkcję członka Rad Naukowych m.in.: Instytutu Geofizyki PAN, Centrum Badań Kosmicznych PAN, Instytutu Geodezji i Kartografii, Wydziału Inżynierii Lądowej i Geodezji WAT. Członek Niemieckiej Komisji Geodezyjnej przy Bawarskiej Akademii Nauk w Monachium. Członek Honorowy Stowarzyszenia Geodetów Polskich, członek Polskiego Towarzystwa Geologicznego. Spoczywa na cmentarzu Powązkowskim w Warszawie (kwatera 131-2-1).

## Odznaczenia
- Krzyż Kawalerski Orderu Odrodzenia Polski
- Medal Wojska (Londyn, 27 czerwca 1983)[5]